# 기예르모 스타빌레
기예르모 스타빌레(Guillermo Stábile, 1905년 1월 17일 ~ 1966년 12월 27일)는 부에노스아이레스 출신의 전 아르헨티나 축구 선수이자 축구 지도자이다. 선수 시절에는 공격수로 활약했으며, 1930년 FIFA 월드컵에서 8골을 뽑아내 초대 월드컵 득점왕에 오른 경력이 있다. 선수 시절에는 CA 우라칸, 제노아 CFC, SSC 나폴리, 레드 스타 파리 등에서 활약한 바 있다.
은퇴한 뒤에는 1939년부터 1960년까지 아르헨티나 대표팀의 감독을 맡아, 아르헨티나의 코파 아메리카 6회 우승에 기여하였다. 하지만 감독으로서 FIFA 월드컵은 아르헨티나 축구 국가대표팀과 FIFA 간의 갈등으로 인해 1958년 FIFA 월드컵 단 한 번만 출전했으며 심각한 선수 유출 후유증으로 인해 조별리그 탈락했다.

## 플레이 스타일
달리기가 엄청나게 빠른 것 하나만을 이용하여 상대 수비수의 등 뒤로 가서 슈팅을 하는 것이었다. 어찌나 빨랐는지 상대 수비수들은 스타빌레와 볼 경합을 하게 되면 늘 볼을 빼앗겼다.